# 斧山

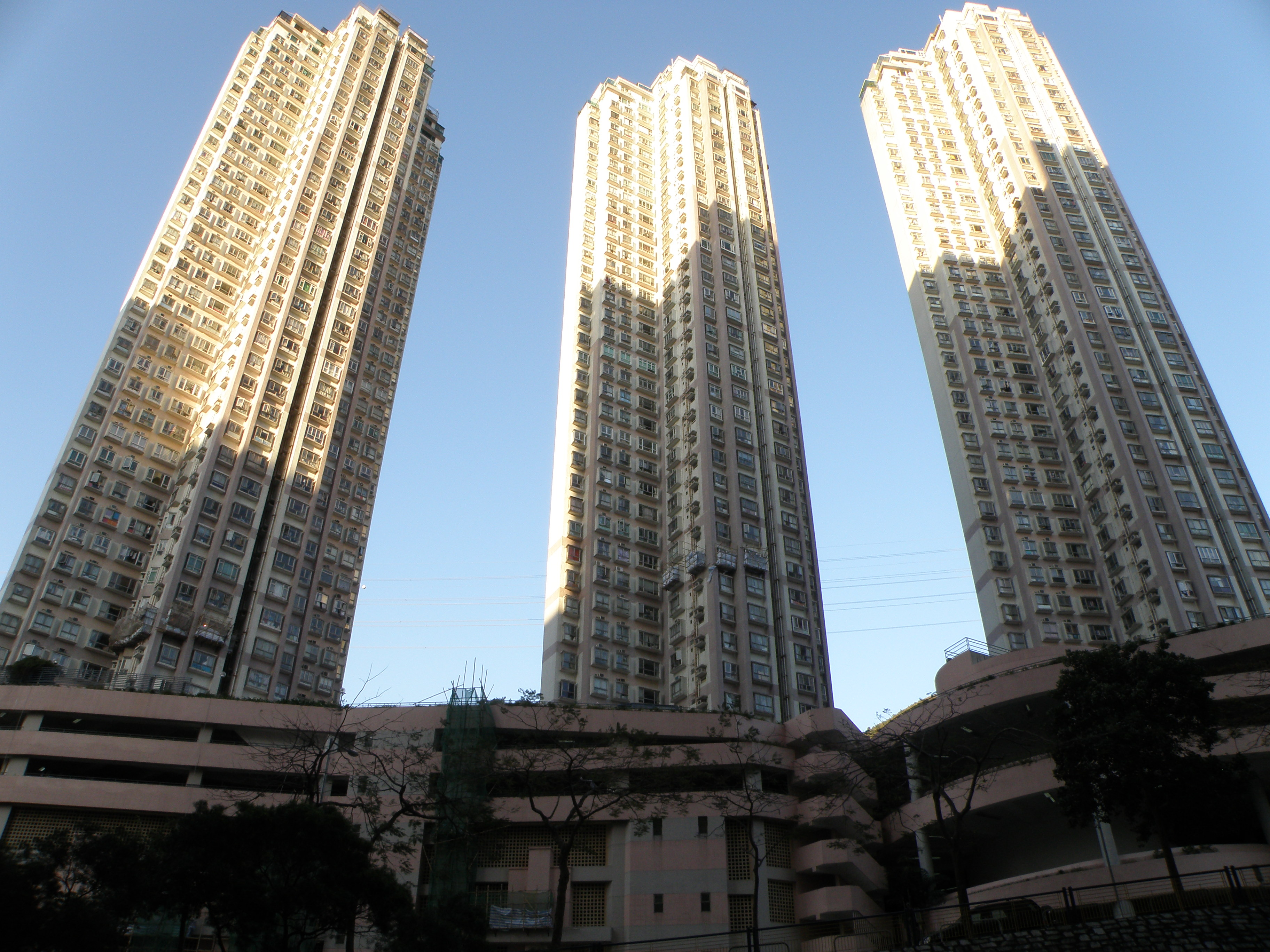
海港花園

斧山（英語：Hammer Hill）是香港的一個山丘，位於九龍東部牛池灣以北，海拔140米。斧山土名坪頂，西麓曾有坪頂鄉，為「九龍十三鄉」之一。據傳約1905年時，殖民地政府繪製界限街以北地區的地圖時，發現這座山像一把錘子，故以Hammer Hill定名，其後轉譯中文地名時，錯譯為斧山。二次大戰後，官方在訂正地圖上的英文中譯地名時，發現這長久的錯誤，為解決這個問題，只好在英文地名Hammer Hill旁加上Fu Shan的音譯。
斧山之上有多條石級小徑，連接瓊麗苑、彩雲邨、曉暉花園、牛池灣配水庫、扎山道和牛池灣公園，是街坊的晨運地點。

## 住宅
- 富山邨
- 瓊山苑
- 新麗花園
- 瓊麗苑
- 瓊軒苑
- 嘉峰臺
- 宏景花園
- 海港花園
- 峻弦
- 豐盛街紀律部隊宿舍
- 曉暉花園
- 威豪花園

## 教育
- 香港神託會培敦中學
- 佛教孔仙洲紀念中學
- 基督教宣道會富山幼兒學校（1983年創辦）
- 嘉德麗幼稚園（富山）（2011年創辦）

## 社區設施
- 牛池灣公園
- 香港海事青年團總部

## 交通

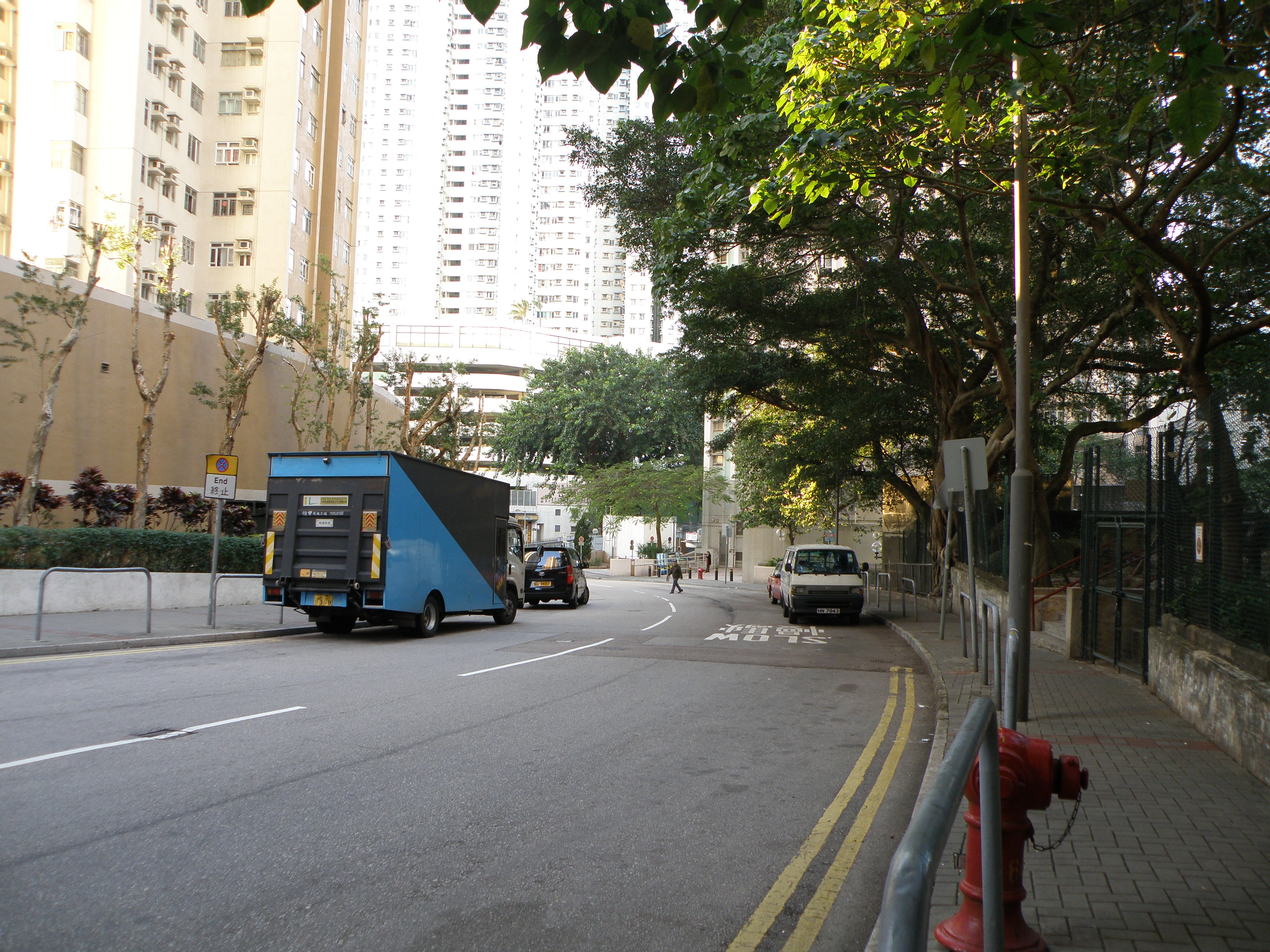
瓊東街

### 港鐵
由於斧山遠離港鐵站，因此居民需要乘搭專線小巴前往黃大仙站或鑽石山站接駁港鐵，令部分跨區工作的居民需要多重轉車，路程較為費時和轉折。
區議會在2014年底要求港鐵計劃中的東九龍綫鑽石山站興建於南蓮園池地底，並興建連接斧山道出口，出口位於斧山公園或帝峰豪苑，但最後東九龍綫改在彩虹站作起訖點，這方案無法落實。

### 巴士及小巴
目前斧山設有多條巴士及小巴路線來往港九各區。
由於斧山遠離港鐵站，加上九巴近年不斷削減斧山一帶巴士服務，令不少跨區的居民需要多重轉車，路程較為費時和轉折。

### 區內道路
- 斧山道
- 豐盛街
- 瓊東街
- 平定道/平定道東